# Vodní elektrárna Střekov
Vodní elektrárna Střekov je součástí střekovského zdymadla na řece Labe. Její provoz byl zahájen v roce 1936. Jsou zde umístěny tři Kaplanovy turbíny a výkon elektrárny je 19,5 MW. V roce 2006 byla elektrárna modernizována.